# Умершие в декабре 1999 года
Это список известных людей, соответствующих установленным критериям значимости (см. Википедия:Критерии значимости персоналий), умерших в декабре 1999 года.
Причина смерти указывается лишь в исключительных случаях (убийство, самоубийство, гибель в результате военных действий, смертная казнь, ДТП или несчастные случаи). В остальных случаях — не указывается.
- 1 декабря
  - Евгений Дворжецкий (39) — советский российский актёр театра и кино; автокатастрофа.
  - Александр Крупин (83) — советский учёный-металлург.
  - Александр Татаренко (74) — русский советский художник, живописец.
- 2 декабря
  - Григорий Данилов (82) — Герой Советского Союза.
  - Анна Лисянская (82) — российская актриса.
  - Виктор Сулёв (78) — Герой Советского Союза.
- 3 декабря
  - Николай Ермолаев (74) — Герой Советского Союза.
  - Захар Каменский (84) — специалист в области истории философии и методологии философского познания.
  - Скэтмэн Джон (57) — американский джазовый музыкант и поэт, создавший уникальный стиль музыки, совмещающий в себе скэт и техно; рак лёгкого.
  - Вальтер Шлегер (70) — австрийский футболист.
- 4 декабря
  - Сергей Иванов (58) — русский детский писатель.
  - Карин Марк[эст.] (77) — советский и эстонский антрополог.
  - Виктор Пономарёв (75) — Герой Советского Союза.
- 5 декабря
  - Натан Джекобсон (89) — американский математик.
  - Кендалл Тейлор (94) — британский пианист и музыкальный педагог.
- 6 декабря
  - Авенир Коняев (74) — советский хозяйственный, государственный и политический деятель, Герой Социалистического Труда.
- 7 декабря
  - Юрий Коллегаев (64) — советский конструктор в области радиолокации, лауреат Государственной премии СССР.
  - Галина Полищук (71) — советский филолог, лингвист, диалектолог.
  - Лев Спиридонов (70) — советский правовед, криминолог, социолог.
- 8 декабря
  - Георгий Куфарев (72) — советский учёный в области робототехники.
- 9 декабря
  - Сергей Жаров (87) — Герой Советского Союза.
  - Яков Рыльский (71) — советский саблист, заслуженный мастер спорта СССР.
- 10 декабря
  - Франьо Туджман (77) — президент Хорватии.
- 11 декабря
  - Спиридон Егоров (90) — подполковник Советской Армии, участник советско-финской и Великой Отечественной войны, Герой Советского Союза.
- 12 декабря
  - Константин Огневой (73) — украинский певец (тенор), народный артист УССР.
  - Владимир Рачинский (79) — советский и российский физико-химик.
- 13 декабря
  - Джозеф Хеллер (76) — американский писатель.
- 14 декабря
  - Мануэл Титу де Мораиш (89) — португальский государственный деятель, председатель Ассамблеи Португалии (1983—1984).
- 15 декабря
  - Евгений Коваленко (76) — советский юрист.
- 16 декабря
  - Серафима (Чёрная) (85) — советский инженер-химик, доктор технических наук, настоятельница Новодевичьего монастыря (1994—1999).
- 17 декабря
  - Лозина, Полина Георгиевна (75) — советский, российский педагог. Народный учитель СССР.
- 18 декабря
  - Робер Брессон (98) — французский кинорежиссёр.
  - Арменак Ялтырян (85) — советский борец, тренер.
- 19 декабря
  - Мажен Кабылбеков (76) — Герой Социалистического Труда, Заслуженный учитель школы Казахской ССР.
  - Десмонд Ллевелин (85) — английский актёр, прославившийся ролью Q в серии фильмов о Джеймсе Бонде; автокатастрофа.
- 20 декабря
  - Хэнк Сноу — канадский и американский автор-исполнитель, певец и гитарист, пионер жанров кантри и вестерн в Канаде.
  - Сергей Наговицын (31) — российский автор-исполнитель песен в жанре русский шансон.
  - Кондратий Пышкин (87) — передовик советского сельского хозяйства, Директор совхоза «Звенигородский» Одинцовского района Московской области, Герой Социалистического Труда.
  - Ги ван ден Стен (93) — бельгийский скульптор и горнолыжник.
- 21 декабря
  - Муза Седова (73) — советская и российская театральная актриса, народная артистка РСФСР.
- 22 декабря
  - Айрик Мурадян (94) — армянский певец, этнограф, собиратель армянского устного народного творчества.
  - Павел Петикин (86) — Герой Советского Союза.
- 23 декабря
  - Тимур Гайдар (73) — советско-российский журналист и писатель, контр-адмирал, отец Егора Гайдара.
- 24 декабря
  - Цзян Хуа (92) — китайский государственный деятель, с 1975 по 1983 президент Верховного народного суда Китая.
  - Николай Корольков — советский государственный и общественный деятель.
  - Жак Морис Кув де Мюрвиль (92) — французский дипломат, государственный деятель, премьер-министр Франции.
  - Санан Курбанов (61) — азербайджанский скульптор и график.
  - Эрика Эзоп (72) — эстонская писательница.
- 25 декабря
  - Маматкул Арабов (78) — советский кинооператор.
  - Глеб Макаревич (79) — русский советский архитектор, главный архитектор Москвы.
  - Тимофей Чарков (78) — Герой Советского Союза.
  - Юрий Шадура (38) — Участник первой и второй чеченских войн, Герой Российской Федерации.
  - Питер Джеффри (70) — британский актёр.
- 26 декабря
  - Максим Косых (82) — русский советский живописец.
  - Кёртис Мэйфилд (57) — американский музыкант, идеолог афроамериканской музыки (ритм-энд-блюз, соул, фанк).
  - Иван Яковлев (89) — советский партийный государственный деятель.
- 27 декабря
  - Коун Вик (82) — камбоджийский государственный деятель, министр иностранных дел (1964—1965, 1970—1972).
- 28 декабря
  - Геворг Гарибджанян (79) — армянский советский историк и государственный деятель.
  - Луи Феро (78 или 79) — французский кутюрье.
- 29 декабря
  - Иван Билык (89) — советский гончар, заслуженный мастер народного творчества Украины.
  - Владимир Кондрашин (70) — советский и российский баскетбольный тренер.
  - Александр Старков (77) — Полный кавалер ордена Славы.
- 30 декабря
  - Дорофей (Филип) (86) — архиепископ Пражский, митрополит Чешских земель и Словакии.
  - Гвидо Фарина (96) — итальянский композитор и музыкальный педагог.
- 31 декабря
  - Соломия Павлычко (41) — украинский литературовед, историк литературы, переводчица.
  - Элиот Ричардсон (79) — американский государственный деятель, министр обороны (1973) и министр торговли США (1976—1977).
  - Сара Кнаусс (119).